# 小舌风毛菊
小舌风毛菊（学名：Saussurea lingulata）为菊科风毛菊属下的一个种。

## 扩展阅读
- 維基物種上的相關：小舌风毛菊